# Se ci conoscessimo oggi
Se ci conoscessimo oggi (When We First Met) è un film del 2018 diretto da Ari Sandel.
Commedia romantica statunitense con protagonisti Adam DeVine, Alexandra Daddario e Shelley Hennig. È stata distribuita il 9 febbraio 2018 da Netflix.

## Trama
Noah Ashby incontra a una festa la ragazza dei suoi sogni, Avery Martin, ma alla fine di una serata in cui la sintonia sembrava perfetta, non scatta quello che vorrebbe Noah e Avery lo abbraccia come si fa con un amico. Tre anni dopo lui si reca depresso all'annuncio del fidanzamento di Avery con Ethan, quindi finisce la serata nello stesso locale dove si era fatto una foto con la ragazza. Qui la cabina fotografica lo riporta indietro nel tempo, al giorno in cui si erano conosciuti.
Inizialmente, cerca di ricreare il giorno in cui si sono incontrati utilizzando le sue conoscenze sulla vita della ragazza a suo vantaggio, ma Carrie pensa che in realtà sia uno stalker e lo aggredisce. Noah si sveglia il giorno del fidanzamento per scoprire che Carrie è diventata amica di Avery e lui è rimasto lo "stalker"; capisce quindi di poter utilizzare la cabina fotografica per rifare il loro primo incontro, per poi svegliarsi ed affrontare le conseguenze tre anni dopo.
Torna indietro per una seconda volta e cerca l'aiuto di Max per impressionare Avery. L'amico lo convince a comportarsi da rude e nonostante lui non sia convinto, la ragazza rimane colpita e finiscono a letto insieme. Noah torna al presente e scopre che la loro relazione è puramente sessuale e Noah scopre che Avery è attratta da uomini con una vita stabile e su cui può contare.
La terza volta che torna indietro, trova un lavoro e durante il loro primo incontro si presenta come uomo più maturo. Si sveglia fidanzato con la ragazza, con uno stile di vita agiato ed è il vicepresidente della compagnia in cui aveva trovato lavoro, ma nonostante lo scambio di ruolo scopre che Avery ama Ethan più di lui. Durante una confessione con Carrie, Noah realizza che Avery e Ethan sono fatti per stare insieme, esattamente come lui e Carrie.
Noah torna nuovamente indietro nel tempo, questa volta porta con sé Ethan per incontrare Avery, mentre lui passa del tempo con Carrie. Dopo una foto nella cabina fotografica con Avery, Carrie e Ethan, si risveglia nel presente. Avery e Ethan sono fidanzati, ma Carrie è invece tornata con un ex-fidanzato, con cui non aveva una relazione stabile, ed il giorno dopo la festa di fidanzamento è andata ad un altro appuntamento.
Capisce, quindi, che aveva inizialmente conosciuto Carrie tramite Avery e decide quindi di tornare indietro un'ultima volta per ricreare il primo incontro con la sua migliore amica nello stesso identico modo della prima volta. Noah si sveglia quindi nel presente uguale alla prima versione. Durante la festa di fidanzamento passa il suo tempo con Carrie e alla fine torneranno a casa insieme.

## Produzione
Nel maggio 2016 Ari Sandel, premio Oscar per il cortometraggio West Bank Story nel 2005, fu scelto per dirigere la pellicola su sceneggiatura di John Whittington e Adam DeVine.
Le riprese sono iniziate a metà luglio 2016 a New Orleans, Louisiana.

## Distribuzione
Il film è stato distribuito in tutto il mondo da Netflix il 9 febbraio 2018.

## Accoglienza
Ha ricevuto diverse critiche negative da parte dei critici cinematografici, ma è stato discretamente apprezzato dal pubblico. Su Rotten Tomatoes ha un apprezzamento del 35% da parte della critica, basati su 17 recensioni professionali, e del 62% da parte del pubblico.